# Cardanische Kreise

Cardanische Kreise: Der blaue Kreis rollt in dem doppelt so großen schwarzen Kreis. Der Punkt P des blauen Kreises bewegt sich auf dem roten Durchmesser

Als Cardanische Kreise bezeichnet man in der euklidischen Ebene den Sonderfall einer Hypozykloide, bei der der kleine (abrollende) Kreis halb so groß ist wie der große (feste) Kreis. (Der kleine Kreis rollt im Innern des großen Kreises.) Das Besondere dieser speziellen Hypozykloide ist: Jeder Punkt des Kreisbogens des kleinen Kreises bewegt sich auf einem Durchmesser des großen Kreises.

## Geschichte

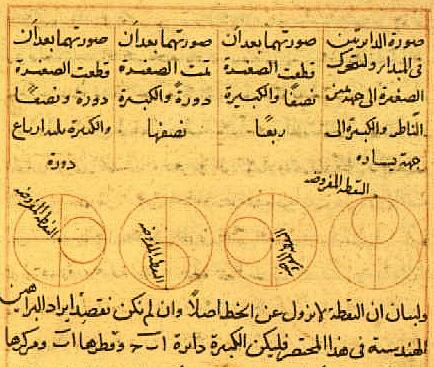
Zeichnung Cardanische Kreise in einem Manuskript von Nasir ad-Din at-Tusi (13. Jahrhundert)

Die Himmelsscheibe von Nebra enthält einen Mechanismus ähnlich der cardanischen Kreise (in der Himmelsscheibe von Nebra finden sich Ellipsen anstelle von Kreisen).
In der englischen Literatur nennt man diese spezielle Hypozykloide Tusi couple (Tusi-Paar) nach dem persischen Astronomen und Mathematiker Nasīr ad-Dīn at-Tūsī des 13. Jahrhunderts. Nasīr ad-Dīn at-Tūsī beschrieb die Cardanische Kreise in seinem Werk Tahrir al-Majisti aus dem Jahr 1247.
Der Begriff „Tusi couple“ wurde aber erst 1966 von Edward Kennedy geprägt.
Der Zusammenhang, dass jeder Punkt des Kreisbogens des kleineren Kreises sich auf einem Durchmesser des größeren Kreises bewegt, wurde 1570 von dem italienischen Humanisten Gerolamo Cardano beschrieben, auf den sich die deutschsprachige Benennung „Cardanische Kreise“ bezieht.
Diese frühen Untersuchungen zu Zykloiden wurden später von Galilei ausgeweitet.

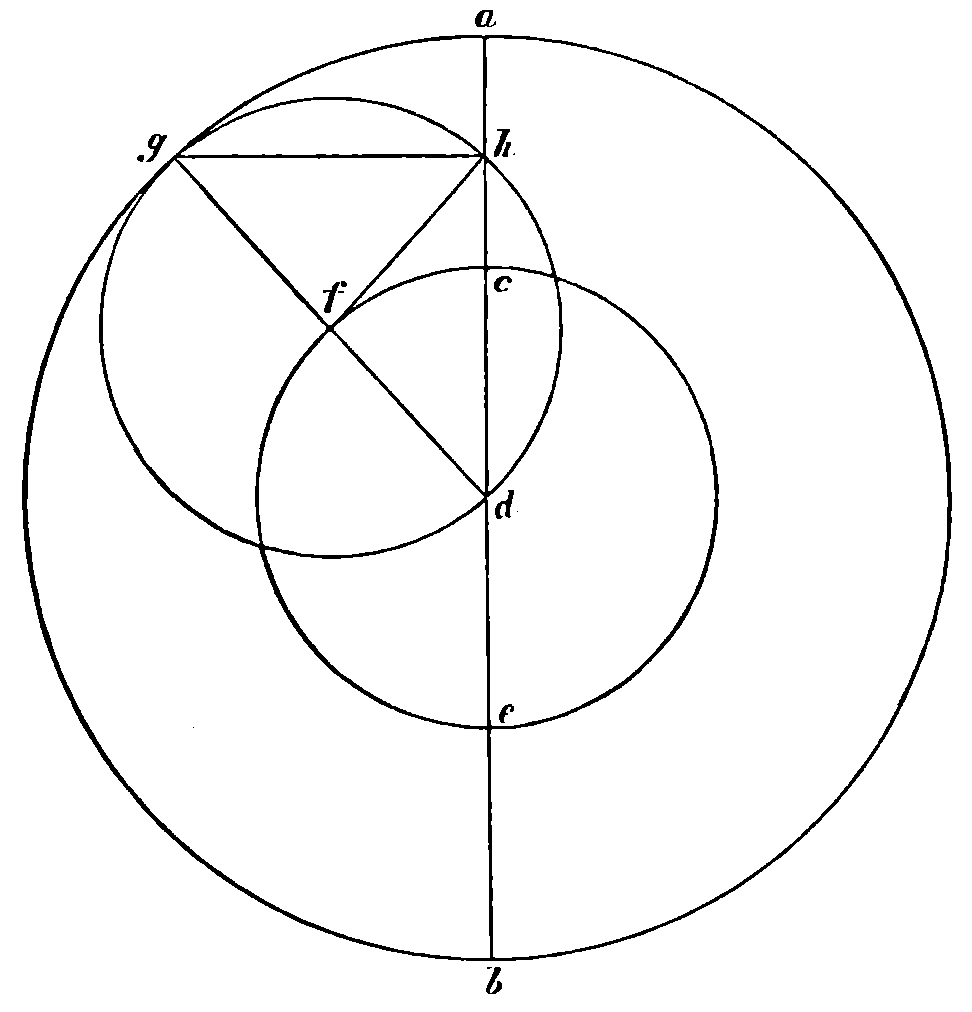
Zeichnung aus Nicolaus Coppernicus aus Thorn über die Kreisbewegungen der Weltkörper

Die Verbindung zwischen der Arbeit von Nasir ad-Din at-Tusi und den europäischen Gelehrten wird angenommen, jedoch konnte die Verbindung noch nicht sicher rekonstruiert werden.
Auffallend ist, dass in den Arbeiten von Kopernikus die Punkte phonetisch ähnlich benannt wurden wie in den Arbeiten von Tusi. Nach Arthur Koestler nutzte Kopernikus in seinem Hauptwerk diese Konstruktion zur Auflösung (scheinbarer) linearer Pendelbewegungen von Erde und anderen Planeten in je zwei Kreisbewegungen.

## Formulierung und Beweis des Satzes von Cardano

Cardanische Kreise: zum Beweis

Die Ellipsen (rot, grün, blau) sind Hypotrochoiden des cardanischen Kreises.

Gegeben ist ein Kreis k (blau) mit Mittelpunkt M und Radius r, der in einem Kreis K (schwarz) mit Mittelpunkt O und dem doppelten Radius R=2r liegt und diesen im Punkt P berührt (siehe Bild).
Dann gilt:
- Beim Abrollen des kleinen Kreises im Innern des großen Kreises bewegt sich der am kleinen Kreis fixierte Punkt {\displaystyle P} geradlinig auf einem Durchmesser des großen Kreises.

Zusatz: Jeder Punkt der Kreislinie des kleinen Kreises bewegt sich auf einem Durchmesser des großen Kreises.
Beweis:
Zum Beweis stellt man sich die Bewegung des Punktes {\displaystyle P} in zwei Drehbewegungen zerlegt vor: 1) {\displaystyle \Delta _{1}\colon } Drehung um den Punkt {\displaystyle O} um den Winkel {\displaystyle \varphi } und 2) {\displaystyle \Delta _{2}\colon } Drehung um den neuen Mittelpunkt {\displaystyle M(\varphi )=(r\cos \varphi ,r\sin \varphi )} des kleinen Kreises um den Winkel {\displaystyle -2\varphi }. Benutzt man komplexe Zahlen und ihre Darstellung als Gaußsche Zahlenebene, so ist
{\displaystyle \Delta _{1}\colon \ z\;\mapsto \;ze^{i\varphi }} und
{\displaystyle \Delta _{2}\colon \ z\;\mapsto \;re^{i\varphi }+(z-re^{i\varphi })e^{-i2\varphi }}.
Das Bild des Punktes {\displaystyle P} ist dann:
{\displaystyle P(\varphi )\colon \ \Delta _{2}(\Delta _{1}(2r))=re^{i\varphi }+(2re^{i\varphi }-re^{i\varphi })e^{-i2\varphi }=r(e^{i\varphi }+e^{-i\varphi })=2r\cos \varphi \;\in \mathbb {R} }.
Die Bahn des Punktes {\displaystyle P} ist also das reelle Intervall {\displaystyle [-2r,2r]} (Durchmesser des großen Kreises.)

## Technische Anwendungen

Animation Cardanische Kreise mit Innen- bzw. Außenverzahnung

Wird der äußere Kreis innen verzahnt und der innere Kreis als Zahnrad ausgeführt, dann lässt sich mit Hilfe Cardanischer Kreise eine Rotationsbewegung in eine periodische geradlinige Bewegung umsetzen.

### Buchdruckpressen
Dieses Prinzip lag der Erfindung der Buchdruckschnellpressen von König & Bauer zugrunde.

### Motoren
James White erhielt 1801 von Napoleon Bonaparte eine Medaille für eine Dampfmaschine, die eine hypocykloidische Geradführung verwendete. Nach Whites Entwurf wurden ein paar Maschinen gebaut, der wirtschaftliche Erfolg blieb aber aus.
Matthew Murray entwickelte eine hypocykloidische Dampfmaschine im Jahr 1802.

### Allgemein
In der technischen Anwendung ist der Mechanismus auch als hypocykloidische Geradführung bekannt.
In der Getriebesammlung von Franz Reuleaux finden sich zwei Modelle hypocykloidischer Geradführungen.

## Hypotrochoiden
Eine Eigenschaft der cardanischen Kreise ist, dass Punkte auf dem inneren Kreis, die nicht auf der Kreislinie liegen, Ellipsen beschreiben. Diese Ellipsen, und die gerade Linie, die vom klassischen cardanischen Kreis beschrieben werden, sind besondere Fälle von Hypotrochoiden.